# Bourg-de-Sirod
Bourg-de-Sirod är en kommun i departementet Jura i regionen Bourgogne-Franche-Comté i östra Frankrike. Kommunen ligger i kantonen Champagnole som tillhör arrondissementet Lons-le-Saunier. År 2022 hade Bourg-de-Sirod 89 invånare.

## Befolkningsutveckling
Antalet invånare i kommunen Bourg-de-Sirod
Referens:INSEE